# La Granadella
La Granadella település Spanyolországban, Lleida tartományban. La Granadella Granyena de les Garrigues, El Soleràs, Els Torms, Bellaguarda, Flix, Bovera, Llardecans és Torrebesses községekkel határos. Lakosainak száma 758 fő (2024).

## Népesség
A település népessége az utóbbi években az alábbiak szerint változott:
| Lakosok száma | 310  | 1936 | 1616 | 1159 | 934  | 786  | 765  | 715  | 712  | 758  |
|               | 1717 | 1887 | 1936 | 1960 | 1986 | 2004 | 2009 | 2014 | 2019 | 2024 |